# Olympische Winterspiele 2002/Eishockey (Frauen)
Das Eishockeyturnier der Frauen bei den Olympischen Winterspielen 2002 in Salt Lake City fand vom 11. bis zum 21. Februar mit acht Nationalmannschaften – und somit zwei mehr als bei den Spielen in Nagano – statt. Die Frauen spielten die Vorrunde sowohl im 8.599 Zuschauer fassenden The E Center in West Valley City als auch in der Peaks Ice Arena in Provo mit einem Fassungsvermögen von 8.000 Zuschauern. Insgesamt wurden zwölf der 20 Turnierspiele in Provo absolviert, das Finalspiel allerdings in West Valley City.
Kanada sicherte sich durch einen 3:2-Finalsieg über die USA erstmals den Olympiasieg und revanchierte sich damit für die vor vier Jahren erlittene Finalniederlage. Schweden erreichte durch einen 2:1-Sieg im rein skandinavischen Duell gegen Finnland den dritten Rang und damit Bronze.

## Qualifikation
Für das Turnier waren die ersten sechs Nationen der A-Weltmeisterschaft 2000 automatisch qualifiziert. Weitere zwei Teilnehmer wurden in einem Qualifikationsturnier ausgespielt.
Als beste sechs Mannschaften der A-Weltmeisterschaft 2000 qualifizierten sich:
- Kanada
- USA
- Finnland
- Schweden
- Russland
- Volksrepublik China

Über das Qualifikationsturnier qualifizierten sich:
- Kasachstan
- Deutschland

## Modus
Die acht Teams des olympischen Eishockeyturniers wurden in der Vorrunde in zwei Gruppen zu je vier Mannschaften eingeteilt. Dabei setzten sich die beiden Gruppen nach den Platzierungen der Nationalmannschaften bei den Weltmeisterschaften 2000 nach folgendem Schlüssel zusammen:
| Gruppe A       | Gruppe B                |
| -------------- | ----------------------- |
| Kanada (1)     | USA (2)                 |
| Schweden (4)   | Finnland (3)            |
| Russland (5)   | Volksrepublik China (6) |
| Kasachstan (9) | Deutschland (7)         |

Innerhalb der Gruppen spielten die Mannschaften zunächst nach dem Modus Jeder-gegen-Jeden, sodass jede Mannschaft zunächst drei Spiele bestritt.
Die beiden Gruppenersten spielten über Kreuz das Halbfinale aus – also Sieger A gegen Zweiter B und Sieger B gegen Zweiter A –, die Sieger zogen ins Finale ein. Die Verlierer der Halbfinals spielten die Bronzemedaille aus. Die Mannschaften auf den Ränge 3 und 4 der Vorrunde spielten eine Platzierungsrunde, wobei sie ebenfalls erst über Kreuz spielten, die Sieger dieser Spiele spielten dann um Platz 5, die Verlierer um Platz 7.

## Austragungsorte
| Provo |

| West Valley City |

| Provo |

| West Valley City |

## Vorrunde

### Gruppe A
| 11. Februar 2002 11:00 Uhr (Ortszeit) | 11. Februar 2002 19:00 Uhr (MEZ) | Kanada H. Wickenheiser (2:33) C. Piper (8:45) V. Sunohara (11:09) T. Shewchuk (23:49) H. Wickenheiser (35:18) D. Goyette (47:27) V. Sunohara (57:23) | 7:0 (3:0, 2:0, 2:0) Spielbericht | Kasachstan | The E Center, West Valley City Zuschauer: 7.321 |

| 11. Februar 2002 14:00 Uhr | 11. Februar 2002 22:00 Uhr | Schweden A.-L. Edstrand (8:14) L. Almblad (15:15) K. Bergstrand (24:11) | 3:2 (2:0, 1:2, 0:0) Spielbericht | Russland J. Patschkewitsch (25:07) L. Mischina (36:04) | Peaks Ice Arena, Provo Zuschauer: 5.241 |

| 13. Februar 2002 11:00 Uhr | 13. Februar 2002 19:00 Uhr | Russland | 0:7 (0:2, 0:2, 0:3) Spielbericht | Kanada H. Wickenheiser (11:37) D. Goyette (18:00) D. Antal (20:31) C. Piper (29:14) J. Botterill (47:48) I. Chartrand (58:12) D. Goyette (58:50) | The E Center, West Valley City Zuschauer: 8.213 |

| 13. Februar 2002 14:00 Uhr | 13. Februar 2002 22:00 Uhr | Schweden E. Holst (1:08) M. Rooth (2:38) A. Vikman (11:05) L. Almblad (32:27) E. Holst (35:41) K. Bergstrand (44:05) A. Andersson (54:46) | 7:0 (3:0, 2:0, 2:0) Spielbericht | Kasachstan | Peaks Ice Arena, Provo Zuschauer: 3.549 |

| 15. Februar 2002 14:00 Uhr | 15. Februar 2002 22:00 Uhr | Kasachstan N. Jakowtschuk (10:36) | 1:4 (1:1, 0:2, 0:1) Spielbericht | Russland J. Patschkewitsch (4:43) S. Terentjewa (26:24) T. Burina (35:03) T. Zarjowa (47:37) | Peaks Ice Arena, Provo Zuschauer: 5.618 |

| 16. Februar 2002 19:00 Uhr | 17. Februar 2002 3:00 Uhr | Kanada J. Botterill (10:26) C. Piper (26:01) J. Botterill (29:12) H. Wickenheiser (32:06) C. Campbell (37:18) C. Ouellette (42:42) J. Hefford (43:05) L. Dupuis (46:52) V. Sunohara (55:21) D. Antal (59:37) I. Chartrand (59:54) | 11:0 (1:0, 4:0, 6:0) Spielbericht | Schweden | Peaks Ice Arena, Provo Zuschauer: 6.306 |

| Pl. |            | Sp | S | U | N | Tore  | Punkte |
| --- | ---------- | -- | - | - | - | ----- | ------ |
| 1.  | Kanada     | 3  | 3 | 0 | 0 | 25:0  | 6:0    |
| 2.  | Schweden   | 3  | 2 | 0 | 1 | 10:13 | 4:2    |
| 3.  | Russland   | 3  | 1 | 0 | 2 | 06:11 | 2:4    |
| 4.  | Kasachstan | 3  | 0 | 0 | 3 | 01:18 | 0:6    |

Abkürzungen: Pl. = Platz, Sp = Spiele, S = Siege, U = Unentschieden, N = Niederlagen

Erläuterungen: Qualifikant für das Halbfinale

### Gruppe B
| 12. Februar 2002 11:00 Uhr (Ortszeit) | 12. Februar 2002 19:00 Uhr (MEZ) | USA K. Bye (6:16) L. Baker (15:05) N. Darwitz (21:44) N. Darwitz (27:10) C. Bailey (27:33) K. Bye (28:53) K. Wendell (41:13) C. Granato (48:00) J. Chu (53:42) A. Mleczko (55:09) | 10:0 (2:0, 4:0, 4:0) Spielbericht | Deutschland | The E Center, West Valley City Zuschauer: 8.504 |

| 12. Februar 2002 14:00 Uhr | 12. Februar 2002 22:00 Uhr | Finnland K. Rantamäki (30:37) K. Riipi (39:43) E. Laaksonen (55:05) S. Sirviö (57:39) | 4:0 (0:0, 2:0, 2:0) Spielbericht | Volksrepublik China | Peaks Ice Arena, Provo Zuschauer: 4.977 |

| 14. Februar 2002 11:00 Uhr | 14. Februar 2002 19:00 Uhr | Finnland K. Riipi (2:43) O. Parviainen (27:55) H. Sikiö (29:40) | 3:1 (1:0, 2:0, 0:1) Spielbericht | Deutschland J. Wierscher (53:55) | Peaks Ice Arena, Provo Zuschauer: 4.769 |

| 14. Februar 2002 16:00 Uhr | 15. Februar 2002 0:00 Uhr | Volksrepublik China Yang X. (36:01) | 1:12 (0:3, 1:5, 0:4) Spielbericht | USA C. Granato (1:19) S. Looney (7:04) C. Granato (16:30) K. King (27:48) L. Baker (29:22) J. Chu (29:57) K. King (30:31) N. Darwitz (39:50) L. Baker (44:03) C. Granato (44:33) A. Ruggiero (54:56) S. Merz (56:30) | Peaks Ice Arena, Provo Zuschauer: 6.325 |

| 16. Februar 2002 11:00 Uhr | 16. Februar 2002 19:00 Uhr | USA N. Darwitz (1:09) N. Darwitz (15:19) J. Potter (18:13) N. Darwitz (34:42) A. Kilbourne (54:18) | 5:0 (3:0, 1:0, 1:0) Spielbericht | Finnland | The E Center, West Valley City Zuschauer: 8.507 |

| 16. Februar 2002 14:00 Uhr | 16. Februar 2002 22:00 Uhr | Deutschland N. Ritter (1:37) M. Lanzl (32:18) M. Becker (43:36) C. Oswald (55:16) M. Lanzl (58:19) | 5:5 (1:1, 1:4, 3:0) Spielbericht | Volksrepublik China Sun R. (5:48) Ma X. (24:55) Sun R. (25:58) Liu Y. (34:06) Liu Y. (39:58) | Peaks Ice Arena, Provo Zuschauer: 5.418 |

| Pl. |                     | Sp | S | U | N | Tore  | Punkte |
| --- | ------------------- | -- | - | - | - | ----- | ------ |
| 1.  | USA                 | 3  | 3 | 0 | 0 | 27:01 | 6:0    |
| 2.  | Finnland            | 3  | 2 | 0 | 1 | 07:06 | 4:2    |
| 3.  | Deutschland         | 3  | 0 | 1 | 2 | 06:18 | 1:5    |
| 4.  | Volksrepublik China | 3  | 0 | 1 | 2 | 06:21 | 1:5    |

Abkürzungen: Pl. = Platz, Sp = Spiele, S = Siege, U = Unentschieden, N = Niederlagen

Erläuterungen: Qualifikant für das Halbfinale

## Platzierungsrunde
|  | Platzierungsrunde Plätze 5–8 | Platzierungsrunde Plätze 5–8 | Platzierungsrunde Plätze 5–8 |                  |  | Spiel um Platz 5 | Spiel um Platz 5    | Spiel um Platz 5 |
|  |                              |                              |                              |                  |  |                  |                     |                  |
|  |                              |                              |                              |                  |  |                  |                     |                  |
|  | A3                           | Russland                     | 4                            |                  |  |                  |                     |                  |
|  | B4                           | Volksrepublik China          | 1                            |                  |  | A3               | Russland            | 5                |
|  |                              |                              |                              |                  |  | B3               | Deutschland         | 0                |
|  |                              |                              |                              |                  |  |                  |                     |                  |
|  |                              |                              |                              | Spiel um Platz 7 |  |                  |                     |                  |
|  | B3                           | Deutschland                  | 4                            |                  |  |                  |                     |                  |
|  | A4                           | Kasachstan                   | 0                            |                  |  | B4               | Volksrepublik China | 2                |
|  |                              |                              |                              |                  |  | A4               | Kasachstan          | 1                |
|  |                              |                              |                              |                  |  |                  |                     |                  |

| 17. Februar 2002 14:00 Uhr (Ortszeit) | 17. Februar 2002 22:00 Uhr (MEZ) | Russland L. Mischina (22:07) J. Paschkewitsch (24:29) T. Burina (24:49) T. Zarjowa (52:05) | 4:1 (0:1, 3:0, 1:0) Spielbericht | Volksrepublik China Yang X. (1:12) | Peaks Ice Arena, Provo Zuschauer: 5.719 |

| 17. Februar 2002 21:00 Uhr | 18. Februar 2002 5:00 Uhr | Deutschland M. Lanzl (15:27) C. Grundmann (22:21) M. Becker (24:49) M. Becker (35:50) | 4:0 (1:0, 3:0, 0:0) Spielbericht | Kasachstan | The E Center, West Valley City Zuschauer: 7.773 |

### Spiel um Platz 7
| 19. Februar 2002 14:00 Uhr | 19. Februar 2002 22:00 Uhr | Volksrepublik China Yang X. (3:07) Liu Y. (61:39) | 2:1 n. V. (1:0, 0:0, 0:1, 1:0) Spielbericht | Kasachstan N. Losjewa (57:46) | Peaks Ice Arena, Provo Zuschauer: 5.490 |

### Spiel um Platz 5
| 19. Februar 2002 19:00 Uhr | 20. Februar 2002 3:00 Uhr | Russland T. Burina (3:24) T. Burina (7:41) T. Zarjowa (33:31) J. Smolenzewa (40:51) S. Trefilowa (45:35) | 5:0 (2:0, 1:0, 2:0) Spielbericht | Deutschland | Peaks Ice Arena, Provo Zuschauer: 5.781 |

## Finalrunde

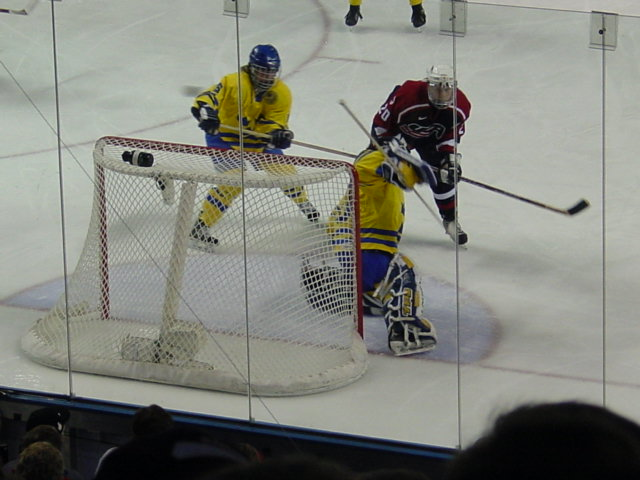
Spielszene aus der Halbfinalpartie zwischen den USA und Schweden

|  | Halbfinale | Halbfinale | Halbfinale |                  |  | Finale | Finale   | Finale |
|  |            |            |            |                  |  |        |          |        |
|  |            |            |            |                  |  |        |          |        |
|  | B1         | USA        | 4          |                  |  |        |          |        |
|  | A2         | Schweden   | 0          |                  |  | B1     | USA      | 2      |
|  |            |            |            |                  |  | A1     | Kanada   | 3      |
|  |            |            |            |                  |  |        |          |        |
|  |            |            |            | Spiel um Platz 3 |  |        |          |        |
|  | A1         | Kanada     | 7          |                  |  |        |          |        |
|  | B2         | Finnland   | 3          |                  |  | B2     | Finnland | 1      |
|  |            |            |            |                  |  | A2     | Schweden | 2      |
|  |            |            |            |                  |  |        |          |        |

### Halbfinale
| 19. Februar 2002 11:05 Uhr (Ortszeit) | 19. Februar 2002 19:05 Uhr (MEZ) | Kanada T. Brisson (5:58) H. Wickenheiser (8:10) H. Wickenheiser (43:19) J. Hefford (43:25) V. Sunohara (57:26) C. Campbell (58:32) T. Brisson (59:03) | 7:3 (2:1, 0:2, 5:0) Spielbericht | Finnland T. Reima (19:35) T. Reima (22:56) K. Riipi (23:51) | The E Center, West Valley City Zuschauer: 7.289 |

| 19. Februar 2002 16:30 Uhr | 20. Februar 2002 0:30 Uhr | USA C. Granato (17:16) K. King (19:32) C. Granato (28:57) N. Darwitz (52:58) | 4:0 (2:0, 1:0, 1:0) Spielbericht | Schweden | The E Center, West Valley City Zuschauer: 7.738 |

### Spiel um Platz 3
| 21. Februar 2002 12:10 Uhr | 21. Februar 2002 20:10 Uhr | Finnland H. Sikiö (31:35) | 1:2 (0:2, 1:0, 0:0) Spielbericht | Schweden E. Samuelsson (5:08) E. Samuelsson (17:15) | Peaks Ice Arena, Provo Zuschauer: 6.298 |

### Finale
| 21. Februar 2002 17:10 Uhr | 22. Februar 2002 1:10 Uhr | USA K. King (21:59) K. Bye (56:27) | 2:3 (0:1, 1:2, 1:0) Spielbericht | Kanada C. Ouellette (1:45) H. Wickenheiser (24:10) J. Hefford (39:59) | The E Center, West Valley City Zuschauer: 8.599 |

## Statistik

### Beste Scorerinnen
Abkürzungen: Sp = Spiele, T = Tore, V = Assists, Pkt = Punkte, +/− = Plus/Minus, SM = Strafminuten; Fett: Turnierbestwert
| Spieler             | Team   | Sp | T | V | Pkt | +/− | SM |
| ------------------- | ------ | -- | - | - | --- | --- | -- |
| Hayley Wickenheiser | Kanada | 5  | 7 | 3 | 10  | +7  | 2  |
| Cammi Granato       | USA    | 5  | 6 | 4 | 10  | +9  | 0  |
| Danielle Goyette    | Kanada | 5  | 3 | 7 | 10  | +7  | 0  |
| Natalie Darwitz     | USA    | 5  | 7 | 1 | 8   | +8  | 2  |
| Katie King          | USA    | 5  | 4 | 3 | 7   | +6  | 4  |
| Jayna Hefford       | Kanada | 5  | 3 | 4 | 7   | +7  | 2  |
| Jenny Potter        | USA    | 5  | 1 | 6 | 7   | +6  | 2  |
| Tara Mounsey        | USA    | 5  | 0 | 7 | 7   | +5  | 4  |
| Vicky Sunohara      | Kanada | 5  | 4 | 2 | 6   | +7  | 6  |
| Karyn Bye           | USA    | 5  | 3 | 3 | 6   | +6  | 0  |

### Beste Torhüterinnen
Abkürzungen: Sp = Spiele, Min = Eiszeit (in Minuten), GT = Gegentore, SO = Shutouts, Sv% = gehaltene Schüsse (in %), GTS = Gegentorschnitt; Fett: Turnierbestwert
| Spieler             | Team     | Sp | Min    | GT | SO | Sv%   | GTS  |
| ------------------- | -------- | -- | ------ | -- | -- | ----- | ---- |
| Sara DeCosta        | USA      | 3  | 180:00 | 3  | 2  | 94,83 | 1,00 |
| Kim St-Pierre       | Kanada   | 4  | 240:00 | 5  | 2  | 93,59 | 1,25 |
| Kim Martin          | Schweden | 3  | 180:00 | 5  | 1  | 93,90 | 1,67 |
| Irina Gaschennikowa | Russland | 5  | 300:00 | 12 | 1  | 93,26 | 2,40 |
| Tuula Puputti       | Finnland | 5  | 299:22 | 15 | 1  | 89,93 | 3,01 |

## Abschlussplatzierungen
Die Platzierungen ergeben sich nach folgenden Kriterien:
- Plätze 1 bis 4: Ergebnisse im Finale sowie im Spiel um Platz 3
- Plätze 5 bis 8: Ergebnisse im Spiel um Platz 5 sowie im Spiel um Platz 7
- Plätze 9 bis 10 (Qualifikation): nach Platzierung – dann Punkten, dann Tordifferenz

| Rang | Nation              |
| ---- | ------------------- |
| 1    | Kanada              |
| 2    | USA                 |
| 3    | Schweden            |
| 4    | Finnland            |
| 5    | Russland            |
| 6    | Deutschland         |
| 7    | Volksrepublik China |
| 8    | Kasachstan          |

| Rang | Nation  |
| ---- | ------- |
| 9    | Schweiz |
| 10   | Japan   |

## Medaillengewinner

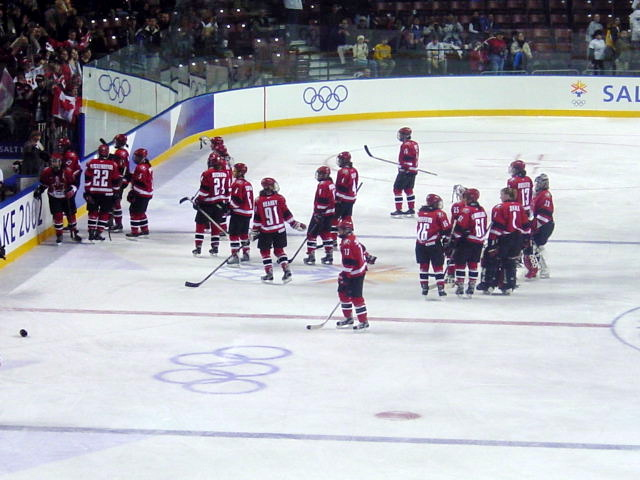
Die kanadische Mannschaft nach dem Vorrundenspiel gegen Kasachstan

| Olympiasieger Kanada | Dana Antal, Kelly Béchard, Jennifer Botterill, Thérèse Brisson, Cassie Campbell, Isabelle Chartrand, Lori Dupuis, Danielle Goyette, Geraldine Heaney, Jayna Hefford, Becky Kellar, Caroline Ouellette, Cherie Piper, Cheryl Pounder, Tammy Shewchuk, Sami Jo Small, Colleen Sostorics, Kim St-Pierre, Vicky Sunohara, Hayley Wickenheiser Trainerin: Danièle Sauvageau |

| Silber USA | Chris Bailey, Laurie Baker, Karyn Bye, Julie Chu, Natalie Darwitz, Sara DeCosta, Tricia Dunn, Cammi Granato, Courtney Kennedy, Andrea Kilbourne, Katie King, Shelley Looney, Sue Merz, Allison Mleczko, Tara Mounsey, Jenny Potter, Angela Ruggiero, Sarah Tueting, Lyndsay Wall, Krissy Wendell Trainer: Ben Smith |

| Bronze Schweden | Annica Åhlén, Lotta Almblad, Anna Andersson, Gunilla Andersson, Emelie Berggren, Kristina Bergstrand, Ann-Louise Edstrand, Joa Elfsberg, Erika Holst, Nanna Jansson, Maria Larsson, Ylva Lindberg, Ulrica Lindström, Kim Martin, Josefin Pettersson, Maria Rooth, Danijela Rundqvist, Evelina Samuelsson, Therése Sjölander, Anna Vikman Trainer: Christian Yngve |

## Auszeichnungen
Spielertrophäen
| Auszeichnung          | Spieler             | Team   |
| --------------------- | ------------------- | ------ |
| Beste Torhüterin      | Kim St-Pierre       | Kanada |
| Beste Verteidigerin   | Angela Ruggiero     | USA    |
| Beste Stürmerin       | Hayley Wickenheiser | Kanada |
| Wertvollste Spielerin | Hayley Wickenheiser | Kanada |

All-Star-Team
| Angriff:      | Natalie Darwitz – Cammi Granato – Hayley Wickenheiser |
| Verteidigung: | Tara Mounsey – Angela Ruggiero                        |
| Tor:          | Kim St-Pierre                                         |